# Grand Prix Formule 1 van de Verenigde Staten Oost 1987
De Grand Prix Formule 1 van de Verenigde Staten Oost 1987 werd gehouden op 21 juni 1987 in Detroit.

## Verslag

### Kwalificatie
Op vrijdag was Nigel Mansell het snelste in beide kwalificatie-sessies, voor de Lotus van Ayrton Senna en Nelson Piquet in de tweede Williams. Op zaterdag nam Senna kort de eerste plaats over, maar Mansell herstelde de situatie en pakte zijn vierde pole-position in vijf races. Eddie Cheever werd zesde met de Arrows voor de McLaren van Alain Prost.

### Race
Na een nacht regen en een natte warm-up, werd er gestart op een droog circuit. De eerste drie behielden hun positie, terwijl Cheever naar de vierde plaats sprong. Teo Fabi klom op van de achtste naar de vijfde plaats, gevolgd door Michele Alboreto, Prost, Thierry Boutsen en Stefan Johansson. In de derde ronde ging Prost van de baan, waarop hij over brokstukken van een andere wagen reed. Hierdoor kreeg hij een lekke band, waardoor Cheever de derde plaats kon overnemen. Slechts drie ronden later reed Fabi Cheever aan, waardoor de Amerikaan ook een lekke band kreeg. De neus van Fabi's wagen brak ook af, waardoor hij onmiddellijk uitgeschakeld werd. Cheever kon de pits nog bereiken maar werd teruggeslagen naar de 19de plaats.
In de tiende ronde reed Mansell vijf seconden voor Senna, 23 seconden voor Alboreto die op de derde plaats reed. Senna kreeg remproblemen, waardoor hij maar net een botsing met de muur kon vermijden. Hij ging hierdoor vertragen om zijn remmen te laten afkoelen, waardoor hij drie seconden per ronde verloor. Senna had geluk doordat Alboreto in de 25ste ronde met versnellingsbakproblemen moest opgeven, waardoor hij weer wat voorsprong had op de derde, Prost. In de volgende ronde begon Senna de achtervolging op Mansell.
Na zesentwintig ronden begon Mansell krampen te krijgen in zijn been. Daarnaast duurde zijn pitstop in de 34ste ronde 18 seconden door problemen met de bout aan het recht achterwiel. Tijdens de pitstop had hij ook erg veel last van de krampen in zijn been doordat hij het rempedaal langer dan normaal moest inhouden. Prost, ondertussen op de tweede plaats, had dan weer problemen met de remmen en versnellingsbak.
Senna constateerde in de 39ste ronde dat hij de race kon uitrijden met zijn eerste set banden. In de vijftigste ronde reed de Braziliaan al één minuut voor op de rest van het veld. Mansell was intussen uitgeput. In de 53ste ronde gingen Piquet en Prost hem voorbij. Drie ronden deed Gerhard Berger hetzelfde. Mansells doorzettingsvermogen zorgde er wel voor dat hij de vijfde plaats pakte, voor Cheever die het laatste punt pakte.
Intussen begon het licht te regenen, maar het bleek nooit een probleem voor Senna. Hij won de race, de laatste overwinning voor Lotus.

## Uitslag
| Positie | Nr | Rijder             | Team                   | Ronden | Tijd/Opgave         | Startplaats | Punten |
| ------- | -- | ------------------ | ---------------------- | ------ | ------------------- | ----------- | ------ |
| 1       | 12 | Ayrton Senna       | Lotus-Honda            | 63     | 1:50:16.358         | 2           | 9      |
| 2       | 6  | Nelson Piquet      | Williams-Honda         | 63     | + 33.819            | 3           | 6      |
| 3       | 1  | Alain Prost        | McLaren-TAG            | 63     | + 45.327            | 5           | 4      |
| 4       | 28 | Gerhard Berger     | Ferrari                | 63     | + 1:02.601          | 12          | 3      |
| 5       | 5  | Nigel Mansell      | Williams-Honda         | 62     | + 1 Ronde           | 1           | 2      |
| 6       | 18 | Eddie Cheever      | Arrows-Megatron        | 60     | + 3 Rondes          | 6           | 1      |
| 7       | 2  | Stefan Johansson   | McLaren-TAG            | 60     | + 3 Rondes          | 11          |        |
| 8       | 10 | Christian Danner   | Zakspeed               | 60     | + 3 Rondes          | 16          |        |
| 9       | 7  | Riccardo Patrese   | Brabham-BMW            | 60     | + 3 Rondes          | 9           |        |
| 10      | 25 | René Arnoux        | Ligier-Megatron        | 60     | + 3 Rondes          | 21          |        |
| 11 (1)  | 3  | Jonathan Palmer    | Tyrrell-Ford           | 60     | + 3 Rondes          | 13          |        |
| 12 (2)  | 14 | Pascal Fabre       | AGS-Ford               | 58     | + 5 Rondes          | 26          |        |
| NF      | 20 | Thierry Boutsen    | Benetton-Ford          | 52     | Remmen              | 4           |        |
| NF      | 26 | Piercarlo Ghinzani | Ligier-Megatron        | 51     | Koppeling           | 23          |        |
| NF      | 4  | Philippe Streiff   | Tyrrell-Ford           | 44     | Wiel                | 14          |        |
| NF      | 30 | Philippe Alliot    | Larrousse-Ford         | 38     | Ongeluk             | 20          |        |
| NF      | 27 | Michele Alboreto   | Ferrari                | 25     | Versnellingsbak     | 7           |        |
| NF      | 24 | Alessandro Nannini | Minardi-Motori Moderni | 22     | Versnellingsbak     | 18          |        |
| NF      | 9  | Martin Brundle     | Zakspeed               | 16     | Turbo               | 15          |        |
| NF      | 17 | Derek Warwick      | Arrows-Megatron        | 12     | Ongeluk             | 10          |        |
| NF      | 16 | Ivan Capelli       | March-Ford             | 9      | Elektrisch probleem | 22          |        |
| NF      | 19 | Teo Fabi           | Benetton-Ford          | 6      | Ongeluk             | 8           |        |
| NF      | 21 | Alex Caffi         | Osella-Alfa Romeo      | 3      | Transmissie         | 19          |        |
| NF      | 8  | Andrea de Cesaris  | Brabham-BMW            | 2      | Versnellingsbak     | 17          |        |
| NF      | 23 | Adrián Campos      | Minardi-Motori Moderni | 1      | Ongeluk             | 25          |        |
| NF      | 11 | Satoru Nakajima    | Lotus-Honda            | 0      | Ongeluk             | 24          |        |

- De nummers tussen haakjes zijn de plaatsen voor de Jim Clark-trofee.

## Statistieken
| Pole-position | Nigel Mansell | Williams-Honda | 1:39.264 |
| Snelste ronde | Ayrton Senna  | Lotus-Honda    | 1:40.464 |

## Noot
- Dit was de tweehonderdste podiumplaats voor een Franse coureur.
- Dit was de tweede overwinning van de Grote Prijs van de Verenigde Staten Oost (Detroit) voor Ayrton Senna, en hiermee vestigde hij een nieuw record. Hij werd de eerste meervoudige winnaar in Detroit.

Grand Prix Formule 1 van de Verenigde Staten: 1908 · 1910 · 1911 · 1912 · 1914 · 1915 · 1916 · 1959 · 1960 · 1961 · 1962 · 1963 · 1964 · 1965 · 1966 · 1967 · 1968 · 1969 · 1970 · 1971 · 1972 · 1973 · 1974 · 1975 · 1976 · 1977 · 1978 · 1979 · 1980 · 1989 · 1990 · 1991 · 2000 · 2001 · 2002 · 2003 · 2004 · 2005 · 2006 · 2007 · 2012 · 2013 · 2014 · 2015 · 2016 · 2017 · 2018 · 2019 · 2021 · 2022 · 2023 · 2024 · 2025 · 2026

Indianapolis 500: 1950 · 1951 · 1952 · 1953 · 1954 · 1955 · 1956 · 1957 · 1958 · 1959 · 1960

Grand Prix Formule 1 van de Verenigde Staten West: 1976 · 1977 · 1978 · 1979 · 1980 · 1981 · 1982 · 1983

Grand Prix Formule 1 van Las Vegas: 1981 · 1982 · 2023 · 2024 · 2025

Grand Prix Formule 1 van de Verenigde Staten Oost: 1982 · 1983 · 1984 · 1985 · 1986 · 1987 · 1988

Grand Prix Formule 1 van Dallas: 1984

Grand Prix Formule 1 van Miami: 2022 · 2023 · 2024 · 2025 · 2026 · 2027 · 2028 · 2029 · 2030 · 2031 · 2032 · 2033 · 2034 · 2035 · 2036 · 2037 · 2038 · 2039 · 2040 · 2041